# Elefántos Ház
Az Elefántos Ház (egykori Tallián-ház) Pécs egy jelentős épülete. Volt lakóház és vendéglő, klasszicista stílusban épült 1830 körül Pécs belvárosában. Az épület a nevét az északnyugati sarkán található bádogelefántról kapta, amely egy 19. századi cég jelvénye volt. Építette: Piatsek József.

## Elhelyezkedése
A Széchenyi tér délnyugati sarka és a Jókai tér között található.
Pécs, Széchenyi tér 7. (Hoitsy-ház) 8. (Piatsek-ház), Jókai tér 4. (Piatsek-ház)

## Az épület története

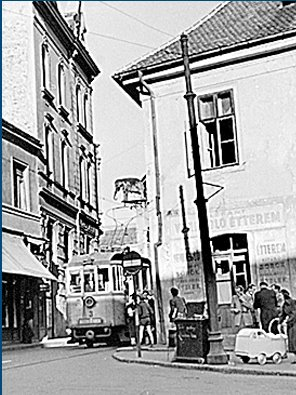
Valamikor 1960 előtt

Az épülettömbben egykor több híres pécsi család is lakott. Az eredetileg trapéz alakú telek északnyugati sarkán 1712-től sütőüzem működött. Az 1800-as évek elején Schneckenberger Ferenc vásárolta meg a telket, és a házat vendéglővé bővítette, amely Fehér Elefánt néven vált ismertté. Az 1870-es évektől itt működött a Pucher György alapította „Fekete Elefánthoz” címzett fűszer-, vas- és gyarmatáru-kereskedés is. A mai Jókai tér 6. számú épület északnyugati sarkán látható az egykori, jól menő üzlet cégjelvénye, a konzolon álló bádogelefánt, mely a háznak és az egész tömbnek is nevet adott.
A mai épülettömb északi része az 1820-as évek során nyerte el mai formáját, ugyanis az akkor még részben üresen álló telket a meglévő épületekkel Piatsek József vásárolta meg és a telek beépítésével az emeleti szinteken a város akkori igényeit kielégítő bérházat alakított ki.
A tömb Széchenyi téri oldalán álló ház két kisebb épületből áll. 1744-től csaknem 100 éven át a Hoitsy (ill. Kajdatsy) család birtokolta, emeletén rangos úri rezidenciát rendeztek be.
A mai formájában látható épülettömb belső udvara a Hild-udvar, mely három kapualjon át kapcsolódik a Széchenyi tér és Jókai tér gyalogos forgalmához. A földszinti részeken kereskedelmi egységek és vendéglátóhelyek, míg az egykori Hoitsy-ház és Piatsek-ház termeinek összekapcsolásával az emeleti részen a Művészetek és Irodalom Háza kapott helyet.

## Az épület leírása

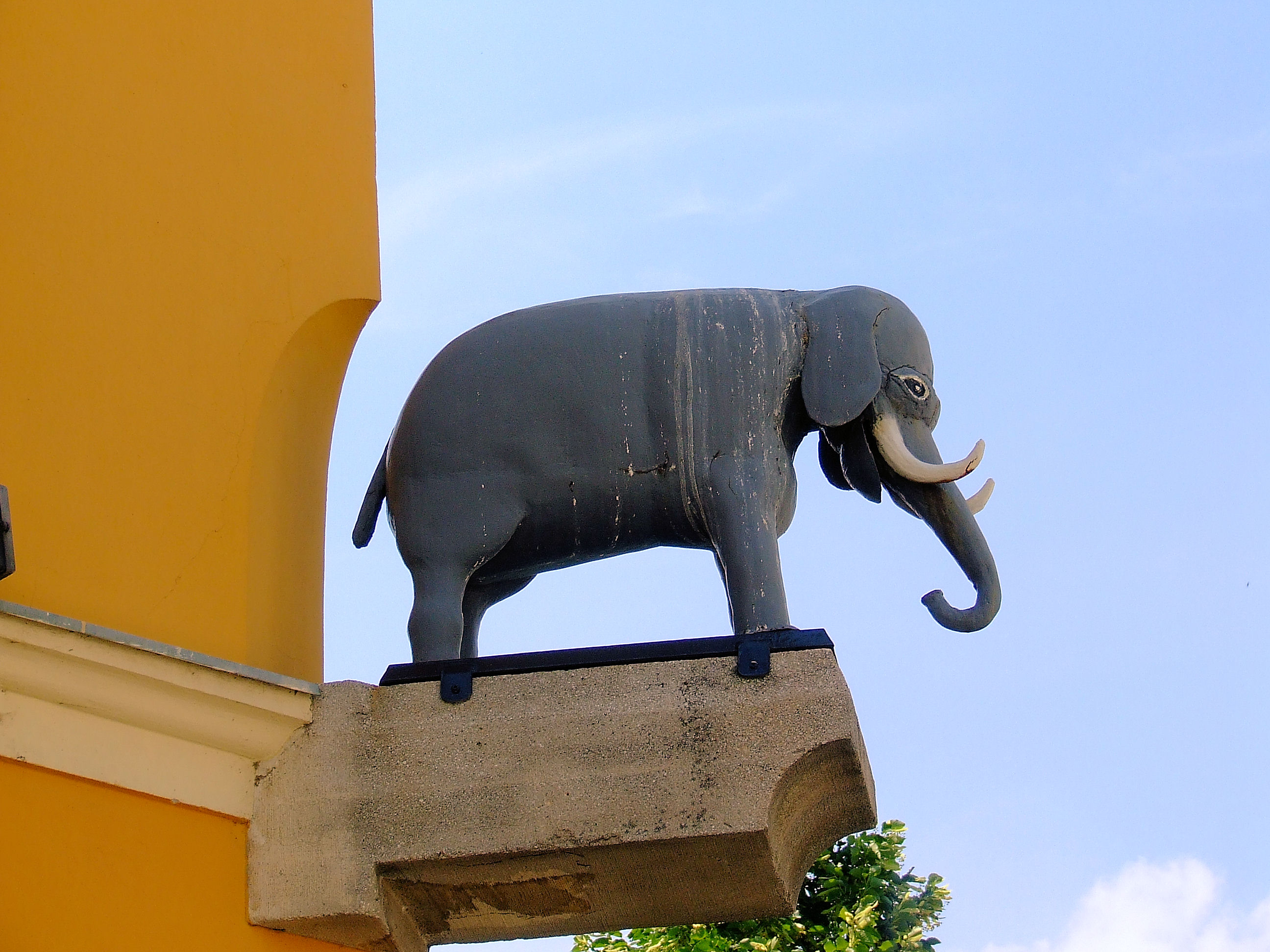
A sarkon álló elefánt

Az épülettömb több műemléki védettségű ház rehabilitációja folytán az 1980-as években nyerte el mai formáját. Az első pécsi belvárosi tömbrekonstrukció során a Széchenyi tér 7. (Hoitsy-ház, késő barokk, a 18. század vége), a 8. (Piatsek-ház, eklektikus, 19. század vége), valamint a Jókai tér 4. számú (Piatsek-ház, romantikus, 19. század második fele) épületeket egyszerre újították fel. A hajdani Hoitsy- és a Piatsek-ház belső tereiben működik ma a Művészetek és Irodalom Háza. A belső térkiképzés kiemelkedő része a Széchenyi tér 8. számú épület emeleti nagyterme, galériás kis könyvtára, valamint a 7. számú épület késő barokk padlásteréből kialakított kiállítóterem. Az épületegyüttes rangos terei a Hoitsy-ház emeletén helyreállított késő barokk festett szobák.